# Brétigny-sur-Orge
Brétigny-sur-Orge  [bʁet̪iɲi sʏʁ ɔʁʒ] je francouzská obec v departementu Essonne v regionu Île-de-France.

## Poloha
Město Brétigny-sur-Orge se nachází na řece Orge asi 27 km jižně od Paříže. Obklopují ho obce Saint-Michel-sur-Orge na severu, Le Plessis-Pâté na severovýchodě a na východě, Leudeville na jihovýchodě, Marolles-en-Hurepoix na jihu, Saint-Germain-lès-Arpajon a La Norville na jihozápadě, Leuville-sur-Orge na západě a Longpont-sur-Orge na severozápadě.

## Historie
Archeologické nálezy dokládají osídlení již v pravěku. Základy objektu villa rustica z římského období dokládají zemědělskou aktivitu v této době. Panství je citováno v roce 697 pod jménem Britiniacus v zakládací listině kláštera v Limours.
Z roku 1030 pochází první písemná zmínka o kostele sv. Petra. Ve 12. století je území zmiňováno jako léno kláštera v Longpont-sur-Orge a rovněž správní hrad na pod názvem Vicinum v prostoru dnešního centra města. V 17. století François de Martel přestavěl místní hrad na zámek ve stylu Ludvíka XIII. a vybudoval francouzský park. V roce 1733 získala panství rodina d'Estaing.
V roce 1864 byla v obci zřízena radnice. V roce 1938 na území obce Brétigny-sur-Orge a Le Plessis-Pâté vzniklo vojenské letiště, které během okupace využívala německá armáda. Obec byla osvobozena 23. srpna 1944 vojskem generála Pattona.

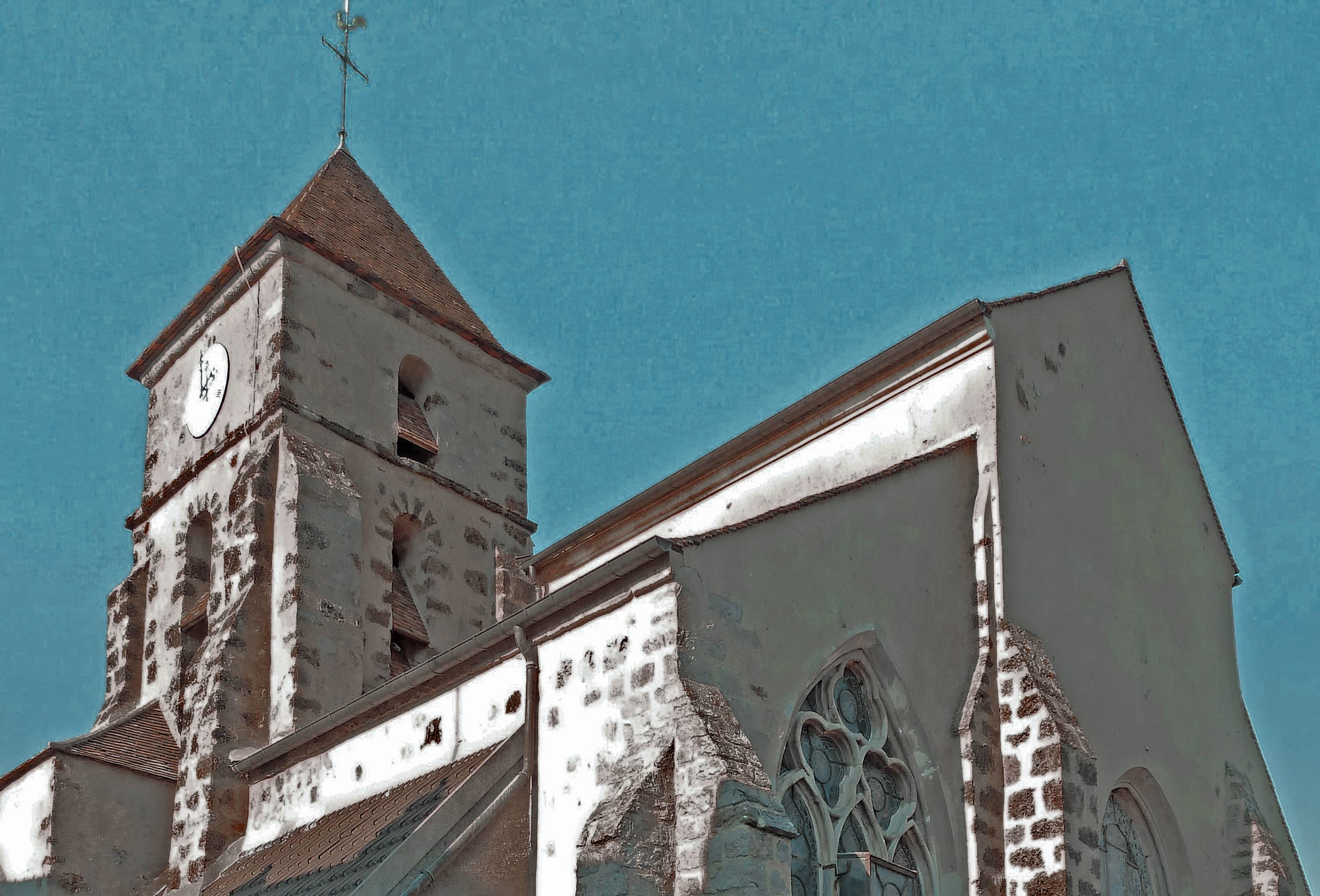
Kostel sv. Petra

## Pamětihodnosti
- Kostel sv. Petra z 12. století je chráněn jako historická památka. Jeho základy pocházejí již z předrománského období.[1]
- Zámek château de La Fontaine postavený v roce 1914 v renesančním slohu. Původní zámek ze 16. století byl kolem roku 1760 opuštěn a na začátku 19. století zbořen.
- Vodní mlýn

## Vývoj počtu obyvatel
Počet obyvatel